# Northwich
Northwich  est une ville britannique de l'autorité unitaire de Cheshire West and Chester, dans le comté du Cheshire, en Angleterre. Elle compte 19 300 habitants selon le recensement de 2001.

## Historique
À l'époque romaine, Northwich s'appelait Condate, un toponyme latin d'origine gauloise la décrivant comme une confluence. On croit que les Romains ont construit un fort ici en raison de la position stratégique de la rivière Weaver et de la présence de terres riche en sel gemme.
Dans le Domesday Book Northwich était notée comme Norwich.
Les couches de sel sous Northwich ont été redécouvertes dans les années 1670, mais au XIXe siècle, il est devenu peu rentable de produire du sel dans la région. Pour souligner cette production, Northwich a ouvert un musée du sel en 1839.
Le HMS Wren est parrainé par les communautés civiles de Knutsford et Northwich pendant la campagne nationale du Warship Week (semaine des navires de guerre) en mars 1942. C'est un sloop britannique, de la classe Black Swan modifiée, construit pour la Royal Navy.

## Économie
Inview Technology et Brunner Mond sont basés dans la ville.

## Sport
- Wincham Park, stade de football anglais situé dans la paroisse de Wincham, dans la commune de Northwich.

## Jumelage
- Dole (Jura) (France) depuis 1960[2]

## Personnalités liées à la commune
- Alan Barrett (1912-1961), rameur britannique, y est mort ;
- Steve Hewitt (1971-), musicien anglais jouant de la batterie, principalement connu pour avoir été le batteur du groupe Placebo, y est né ;
- William Hilton (1617-1675), explorateur et navigateur, y est né ;
- Rupert Holmes (1947-), compositeur, scénariste, acteur et producteur, y est né ;
- Matthew Langridge (1983-), rameur, y est né ;
- Paula Radcliffe, (1973-), athlète de longue distance, y est née ;
- Percy M. Young, (1912-2004), musicologue, éditeur, organiste, compositeur, chef d'orchestre et enseignant, y est né.